# El Azuzul

Mapa del área nuclear Olmeca en el que se puede identificar la zona arqueológica 'El Azuzul'. La cultura Olmeca se extendió por toda Mesoamérica desde alrededor del 1400 a. C. hasta aproximadamente el 400 a. C.

El Azuzul es una zona arqueológica ubicada en el estado de Veracruz, México, a pocos kilómetros de la zona arqueológica de San Lorenzo Tenochtitlán en el municipio de Texistepec. Recibe ese nombre por el rancho en el que se encuentra y es parte del complejo de Loma del Zapote. Este sitio ocupa las altas elevaciones del terreno, a lado de dos antiguos ríos que son parte de la cuenca del río Coatzacoalcos.

## Conjunto monumental «Los gemelos»
La zona arqueológica del Azuzul es conocida por un par de esculturas de basalto llamadas 'Los gemelos' exhibidas en la actualidad en el Museo de Antropología de Xalapa, Veracruz.

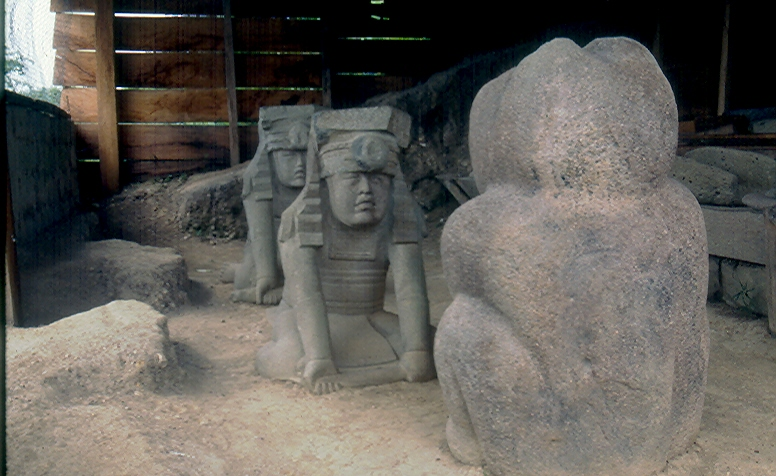
El conjunto monumental in situ en El Azuzul, como se descubrieron, con los gemelos frente al jaguar. Fotografía del 2007

Se encontraron estas estatuas en el lado sur de un gran montículo en el sitio, intactas y aparentemente inalteradas desde que fueron colocadas ahí en el Preclásico. En 1987 fueron encontradas in situ en el terreno de Felipe Alafita Hipólito, por entonces presidente municipal de Oluta, quien aparentemente sostenía un conflicto con los ejidatarios de San Lorenzo Tenochtitlán, donde se encontraron las piezas.En 1992 el total del conjunto monumental se estudió en un proyecto arqueológico emprendido por el Instituto de Investigaciones Antropológicas de la UNAM, dirigido por Ann Cyphers.
El primer par de estatuas, descritas por Christopher Pool como "algunas de las mayores obras maestras del arte olmeca"son casi idénticas figuras humanas, de ahí que se les nombren gemelos. Cuando se descubrieron ambas figuras se encontraban mirando hacia el este, una detrás de la otra frente a otra estatua felina. Algunos investigadores han sugerido que estos gemelos son precursores de los Dioses Gemelos mayas, Hunahpú e Ixbalanqué, del Popol Vuh, si bien sus tocados han llevado a otros arqueólogos a sugerir que se trata de sacerdotes. Los tocados se destruyeron en el pasado, quizá como un esfuerzo para eliminar algún distintivo.
Cada gemelo, como la escultura en el Monumento 1 de San Martín Pajapan, sostiene una barra ceremonial con su mano derecha por debajo y la izquierda por arriba, capturados en el acto de levantar lo que se ha interpretado como el axis mundi o árbol cósmico mesoamericano.

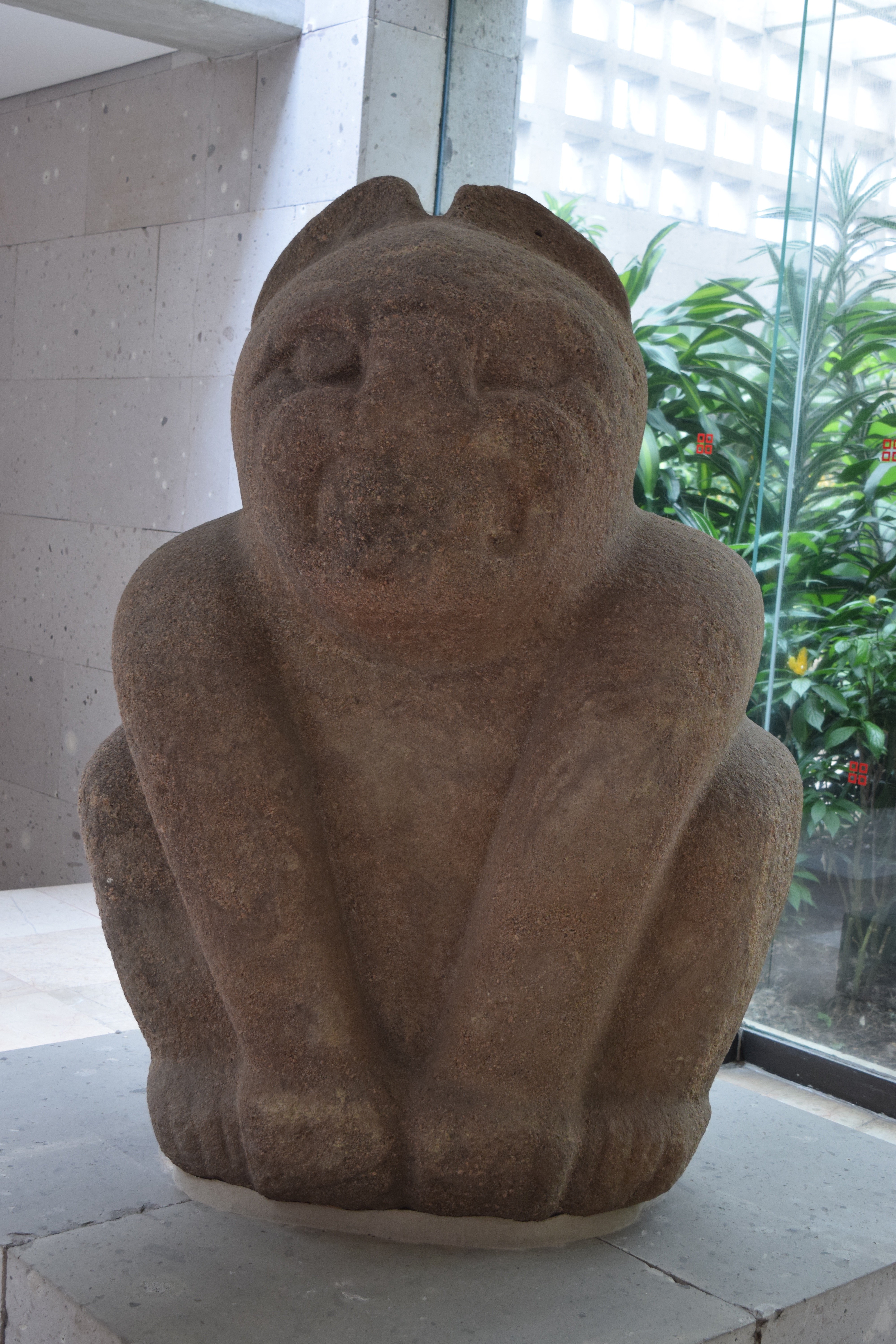
Segundo jaguar encontrado en El Azuzul, expuesto en el Museo de Antropología de Xalapa

Frente a las figuras antropomorfas se encontraba una estatua de apariencia felina, generalmente identificada como un jaguar. Algo más grande que los 'gemelos', el jaguar mide 129 cm y es de una manufactura ligeramente inferior a los humanos. Una versión de alrededor de 160 cm se encontró al noreste a unos metros de distancia, más adelante se exhibiría junto con el resto de la escena en el Museo de Antropología de Xalapa. Hay evidencia que se reesculpieron las figuras a partir de otros monumentos olmecas.
La recurrencia de este icono felino entre los olmecas, asociado con representaciones de gobernantes, ha llevado a que se interprete a esta escena como parte de rituales chamánicos, donde el jaguar y los gobernantes mantienen una relación simbólica y espiritual.Sin embargo, aunque hay indicios de que se trata de un "ciclo mítico perdido" no es posible saber con certeza que representaba esta escena

## Estructuras
Además del montículo sobre el que se encontraron a los gemelos, hay numerosas estructuras en El Azuzul que para cuando se hicieron las exploraciones se encontraban completamente cubiertas de maleza. Se encontró una calzada o acequia a lo largo del río que quizá funcionó como muelle o dique.